# Andriej Czeladnin
Andriej Fiodorowicz Czeladnin (ros. Андрей Фёдорович Челяднин; zm. 1503) – moskiewski bojar i dowódca wojskowy. 
Był namiestnikiem w Nowogrodzie Wielkim. Dowodził armią moskiewską w wojnie ze Szwecją (1495–1497). Walczył także z Litwinami w wojnie 1500–1503; zdobył wtedy miasto Toropiec. 
Jego syn, Iwan, był wziętym wojskowym i dyplomatą.